# Uzależnienie seksualne
Uzależnienie seksualne (seksoholizm) – jednostka chorobowa, obejmująca przymus zachowań o podłożu seksualnym, które mają destrukcyjne skutki dla życia społecznego i emocjonalnego jednostki, jak np. kompulsywna masturbacja, natręctwa seksualne, częsta zdrada, częste oglądanie pornografii.
Pojęcie seksoholizmu jako odrębnej jednostki diagnostycznej jest przedmiotem kontrowersji w kręgach psychologów i psychiatrów. Niekiedy wiąże się go ze wzmożoną popularnością tematyki seksualnej w mediach. Według proponujących diagnozowanie tych objawów jako wyizolowanej jednostki chorobowej, stanowi ona jedną z form uzależnienia psychicznego. Wskazują oni na szeroki zakres możliwych przyczyn, włączając w to zespół stresu pourazowego, wpływ rodziców w rodzinach patologicznych i inne czynniki środowiskowe. Nieleczona ma potencjalnie negatywne skutki dla osoby dotkniętej tym problemem.
Każde zachowanie, prowadzące do uzyskania nagrody lub unikania psychicznego dyskomfortu, może zamienić się w przymus, może być uzależniające. Nałogowy hazard, wydawanie pieniędzy czy objadanie się również spełniają te kryteria.

Osoby uzależnione od seksu mają skłonność do nadawania seksualnego znaczenia ludziom, sytuacjom, do odnajdywania skojarzeń seksualnych w najzwyklejszych zdarzeniach czy uwagach, spędzają wiele czasu i wydają dużo pieniędzy na pogoń za zdobyczą. Każde zachowanie seksualne może być częścią nałogowego cyklu: trzeba rozpatrywać cały kontekst zachowania, aby upewnić się, czy jest ono kompulsywne. To, co jest zdrowym zachowaniem seksualnym dla wielu, może być szkodliwe dla innych. 
Uzależnieni od seksu opisują euforię wywołaną przez seks podobnie, jak uzależnieni od środków chemicznych mówią o działaniu narkotyku. Ta euforia może być skutkiem endorfin i innych endogennych substancji wydzielających się w mózgu, podczas gdy stan wywołany przez narkotyki jest wynikiem czynników zewnętrznych.

Podobnie jak w alkoholizmie i narkomanii, nałogowe zachowania seksualne wiążą się ze zniekształconym myśleniem, racjonalizowaniem, bronieniem siebie, uzasadnianiem swojego zachowania i obwinianiem innych za powodowanie trudności. Chociaż niektóre osoby uzależnione od seksu są hiperseksualne – dążą do stosunku seksualnego lub orgazmu kilka razy dziennie – większość taka nie jest. Jeśli ktoś jest uzależniony od romansów, może go doprowadzać do euforii dreszcz polowania i zdobywania, a nie sam akt seksualny.

## Kryteriadiagnostyczne
Charakterystyczne cechy każdego uzależnienia to:
- przymus (utrata zdolności swobodnego wyboru: zaprzestać czy kontynuować);
- kontynuowanie zachowania, mimo niekorzystnych skutków, jak utrata zdrowia, pracy, małżeństwa czy wolności;
- idea nadwartościowa – obsesja na punkcie zachowania.

## Kryteria diagnostyczne ICD-10
Kategoria diagnostyczna dotyczy stale powtarzającego się niedostosowanego zachowania w odniesieniu do zachowań seksualnych. Uzależnienie seksualne należy zatem traktować jako podjednostkę diagnostyczną F63 (Zaburzenia nawyków i popędów), jednak ze względu na kategorię zachowań, klasyfikować jako F65.8. Dotyczy to zachowania cechującego się niezdolnością do powstrzymania się od powtarzania nieprawidłowych zachowań. Impulsywne działanie jest poprzedzone stanem napięcia i uczuciem ulgi w czasie wykonywania czynności.

## Kryteria diagnostyczne DSM IV
Klasyfikacja DSM IV nie wyróżnia obecnie w żaden sposób uzależnienia seksualnego, a taka diagnoza sama w sobie jest kwestionowana przez część środowisk medycznych, jako nie wyróżniająca się znacząco spośród innych nałogów i opisana bardzo ogólnymi kryteriami, które mogą w rzeczywistości dotyczyć wielu różnych stanów patologicznych (OCD, psychozy), ale także naturalnej różnorodności zachowań i potrzeb seksualnych pośród ludzi.

## Objawy mające wyróżnić prawdopodobieństwo uzależnienia
Kryteria rozpoznania choroby proponowane przez Patricka Carnesa:
1. Powtarzające się próby kontrolowania oraz ograniczania pewnych zachowań seksualnych
2. Dłuższe i dalej idące zachowania niż planowane
3. Chroniczne zmaganie się, nieudane próby zaprzestania, zmniejszenia oraz kontrolowania zachowań seksualnych
4. Spędzanie ogromnej ilości czasu związanego z: poszukiwaniem seksualnych sytuacji, oddawaniu się seksualnym eskapadom oraz leczeniu moralnego kaca
5. Częste myślenie, planowanie, fantazjowanie dotyczące seksualnych doświadczeń
6. Zaprzestawanie ważnych obowiązków rodzinnych, zawodowych i towarzyskich na korzyść przyjemności seksualnych
7. Kontynuowanie zachowań seksualnych pomimo oczywistych strat, trwałych i powtarzających się problemów
8. Uczucie wzrastającego nienasycenia, potrzeba poddawania się kolejnym, bardziej ryzykownym i niebezpiecznym, bardziej intensywnym zachowaniom seksualnym w celu osiągnięcia tego samego poziomu euforii i zadowolenia seksualnego.
9. Ograniczanie lub zaprzestawanie towarzyskich, zawodowych oraz innych przyjemnych/rozrywkowych zachowań – aby wygospodarować więcej czasu na zachowania seksualne
10. Doświadczanie nieprzyjemnych emocjonalnych stanów (np.: niepokój, podenerwowanie) gdy nie jest możliwe zrealizowanie kompulsywnego zachowania.